# Hemslavinnor (film, 1933)
Hemslavinnor är en svensk film från 1933 i regi av Ragnar Widestedt. 

## Om filmen
Filmen premiärvisades 10 april 1933 på biograferna Riviera och Rialto i Stockholm. Den spelades in vid Irefilms ateljé i Stockholm med exteriörer från Uppsala av Hilmer Ekdahl. Samtidigt med den svenska versionen filmades även en dansk version. 
Som förlaga har man Axel Frische och Christian Bogøs pjäs Den ny Husassistent som uruppfördes på Sønderbro Teater i Köpenhamn 1920 med svensk premiär på Folkteatern i Stockholm 1921. Pjäsen har filmats tre gånger i Sverige och Dagmar Ebbesen har medverkat som huvudrollsinnehavaren Kristiana i alla tre filmerna.

## Rollista
- Dagmar Ebbesen – Kristina (Charlotta) Johansson, jungfru
- Isa Quensel – Greta (Kristina) Johansson, jungfru, Kristinas dotter
- Valdemar Dalquist – Palle Rosenqvist, direktör, Gretas far
- Anna Widforss – Klara Rosenqvist, Palles fru
- Hasse Ekman – Kurt, Palles och Klaras son
- Maj Törnblad – Inga, Palles och Klaras dotter
- Håkan Westergren – Einar Nilsson, droskchaufför, Gretas fästman
- Olav Riégo – lektor Ludde Bergman
- Signe Wirff – Anna Bergman, Luddes fru
- Eric Abrahamsson – K.A. Jönsson, föreståndare på Platsförmedlingsbyrån
- Rulle Bohman – Efraim Borg, kamrer
- Ludde Juberg – Anton Björketopp, f.d. Pettersson, platssökande
- Gösta Bodin – dammsugaragenten
- Naemi Briese – platssökande på Platsförmedlingsbyrån
- Bertil "Berra" Lundell – ishockeyspelare
- Erik "Burret" Larsson – ishockeyspelare
- Sigfrid "Sigge" Öberg – ishockeyspelare

## Rollista i den danska versionen
- Frederik Jensen – Rasmussen, direktör
- Olga Svendsen – fru Rasmussen
- Charles Hansen – Josef Rasmussen, deras son
- Nina Kalckar – Inger Rasmussen, dottern
- Valdemar Schiøler Linck – Sørensen, lektor
- Christel Holch – fru Sørensen
- Inger Bolvig – Grethe, jungfru
- Emmy Schønfeld – Kristiane, jungfru
- Palle Reenberg – Nielsen, chaufför
- Einar Dalsby – K.A. Klemmensen

## Musik i filmen
- Amanda Lundbom (Har ni sett Amanda Lundbom), text Emil Norlander, instrumental.
- Mandom, mod och morske män, text Richard Dybeck, instrumental.
- Sa-Sa-Sa! (Hep-Hep-Hep!), kompositör Helge Lindberg, dansk text Paul Anker, sång John Wilhelm Hagberg
- Sjungom studentens lyckliga dag (Studentsång), kompositör Prins Gustaf, text Herman Sätherberg, instrumental.
- Vårt eget lilla paradis (Vort eget lille Paradis), kompositör Helge Lindberg, svensk text Gösta Stevens dansk text Paul Anker, sång Isa Quensel